# Municipio de Partille
Partille (en sueco: Partille kommun) es un municipio en la provincia de Västra Götaland, al suroeste de Suecia. Su sede se encuentra en la ciudad de Partille. La parroquia Partille se convirtió en municipio rural, cuando los primeros actos del gobierno local entraron en vigor en 1863. Territorialmente no se vio afectado por las reformas municipales llevadas a cabo durante el siglo xx, pero se ha convertido en un suburbio de Gotemburgo. El municipio es por área uno de los más pequeños de Suecia con solo 59,35 km².

## Localidades
Hay 3 áreas urbanas (tätort) en el municipio:
| # | Tätort   | Población |
| - | -------- | --------- |
| 1 | Öjersjö  | 4397      |
| 2 | Jonsered | 908       |
| 3 | Kåhög    | 894       |

## Ciudades hermanas
Partille está hermanado o tiene tratado de cooperación con:
- Chrudim, República Checa